# José Rentes de Carvalho

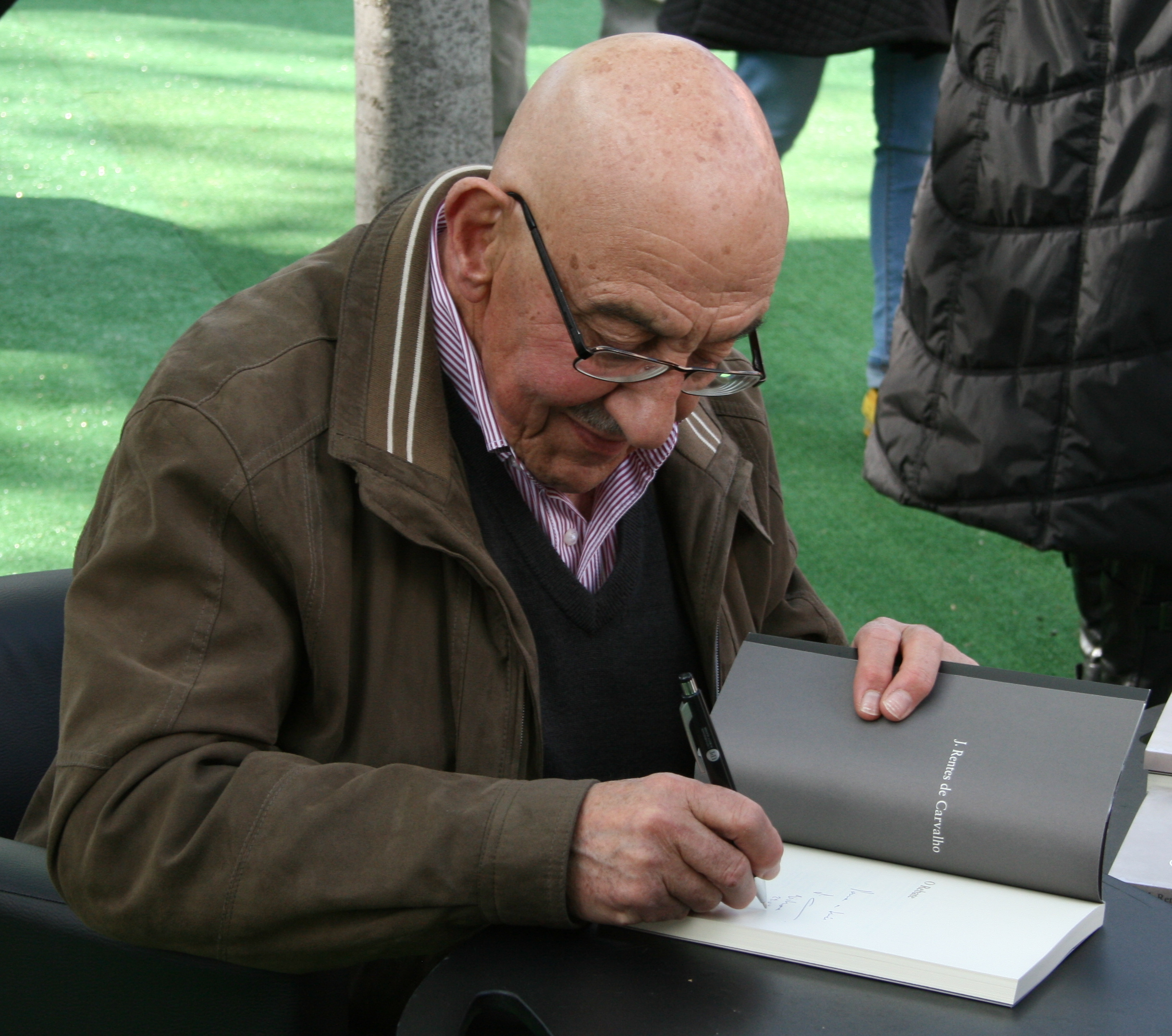
José Rentes de Carvalho

José Rentes de Carvalho (Vila Nova de Gaia, 15 mei 1930) is een Portugees schrijver. 
In 1945 verhuisde hij van Vila Nova de Gaia naar Porto, de tweede stad van Portugal, waar hij zijn tienerjaren doorbracht. Rentes de Carvalho studeerde tijdens zijn diensttijd Rechten en Romaanse Letteren aan de Universiteit van Lissabon. Begin jaren vijftig verliet hij Portugal om aan de dictatuur van Salazar te ontsnappen. Hij woonde vervolgens in wereldsteden als Rio de Janeiro, São Paulo, New York en Parijs. In die tijd werkte Rentes de Carvalho als journalist voor diverse Portugese en Braziliaanse dagbladen. 
Rentes de Carvalho verhuisde in 1956 naar Amsterdam en was van 1956 tot 1960 in dienst van de Braziliaanse ambassade. In 1964 behaalde zijn doctoraal Portugese Letterkunde aan de Universiteit van Amsterdam. Aan diezelfde universiteit doceerde hij tot en met 1988 Portugese taal en letterkunde. In december 1991 kreeg hij van de Portugese president Mário Soares de rang van commandeur in de Orde van Hendrik de Zeevaarder voor zijn literaire werk en zijn verdiensten voor de Portugese cultuur.